# Hortensius

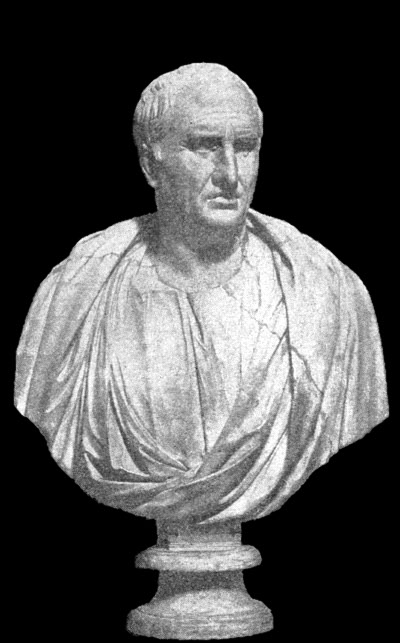
Bust de Marc Tul·li Ciceró, autor de lHortensius.

L'Hortensius o Sobre la Filosofia (del llatí De Philosophia) és un tractat filosòfic perdut i que fou escrit per l’orador i advocat romà Marc Tul·li Ciceró (103-43 a.C). Va ser escrit dos anys abans del seu assassinat, és a dir, l’any 45 aC. El tractat segueix la forma bàsica dels escrits filosòfics grecs en forma de diàleg i el seu títol té origen en un dels participants més importants de la discussió de l'obra, real o fictici, Hortensi.

## Context històric i personal.
L’època en la qual Ciceró va escriure Hortensius presentava una situació política molt tensa. L’any 46 a.C, la guerra civil entre Juli Cèsar i Pompeu havia finalitzat amb la victòria del primer i amb la seva autoproclamació com a cònsol i dictador. Això vol dir que, havent acabat la guerra, Juli Cèsar tenia el control i poder absoluts sobre l'estat. Ciceró, que feia poc que havia tornat a Itàlia del seu exili, estava en desacord amb Juli Cèsar, la qual cosa feia que, d’alguna manera, l’orador estigués formant part de l’oposició política i, per consegüent, es trobés sota certa pressió. Per aquesta raó no va participar en política fins a la mort de Juli Cèsar.
A nivell personal, tampoc foren fàcils aquells anys per a Ciceró. L’any 51 a.C es divorcià de la seva primera dona, Terència. El divorci va causar que Ciceró hagués de retornar el dot a la família de Terència, la quantitat monetària del qual, en provenir aquesta d’una família de molta riquesa, era molt alta. Aquest fet va fer que Ciceró es casés amb una noia joveneta molt rica, Publília, la qual havia estat amb anterioritat sota la seva tutela, per tal de poder pagar el dot a la família de la seva esposa. Altrament, el seu segon matrimoni tampoc va durar molt. A tot això, hem d’afegir el fet que, durant el febrer de l’any 45 a.C, la seva filla, a la qual ell estimava amb devoció, Túl·lia, es posés fortament malalta i morís. El conjunt dels difícils i desagradables fets que Ciceró estava vivint, tant en l'àmbit polític com familiar, va fer que s'aïllés a la seva vil·la situada a Astura, on va escriure diversos tractats, entre els quals trobem l’Hortensius.

## Estructura i continguts[1][4]
L'estructura de l’Hortensius segueix la dels tractats filosòfics grecs en forma de diàleg.
1. En primer lloc, se’ns presenta un proemi que ens explica que el llibre anava dedicat a Brutus.[1]
2. Tot seguit, se’ns presenten els participants de la tertúlia i el lloc on aquesta tindrà lloc: La vil·la de Luci Licini Lucul·le[1] pel fet que és una vil·la amb una gran ornamentació i el tema a tractar al diàleg són les arts.[4]
3. Ja entrant al veritable diàleg que ens mostrarà la temàtica general de l’obra, els que participen en la conversa (Catul, Hortensi, Luci Licini i Ciceró) comencen a comparar les diverses arts entre si. Seguidament, la conversa començaria a tractar aquestes arts des d’un punt de vista filosòfic per tal d’arribar a una jerarquia de 4 graus que s'ordenarien de la següent forma: el grau més baix, el primer, s'atribueix a la poesia, que representa el mite. Després ens trobem la història, que representa el passat. Seguidament tenim l’oratòria, que ens representa el present. Finalment arribem a la filosofia, que és el principi de totes les altres.[4]
4. Si seguíssim el diàleg, podríem observar una discussió entre Hortensi, enemic de la filosofia i que la menyspreava, i Ciceró, que li contestava fent distinció entre la filosofia banal i la vertadera filosofia, l’únic mètode que existia per poder arribar a la felicitat, que era l’objectiu de tot l'esforç dels homes. Es diu que és la filosofia el que fa apologia al desprestigi dels plaers dels sentits, així com al cultiu de la ment. Aquesta és la part més extensa de l'obra.[6]
5. L’obra també contindria un apartat en què es tractaria la natura de la filosofia i les parts i virtuts que la formen.
6. Finalment, l'obra conclouria amb una gran elogi de la filosofia i amb una incitació al seu ús.[6][1]

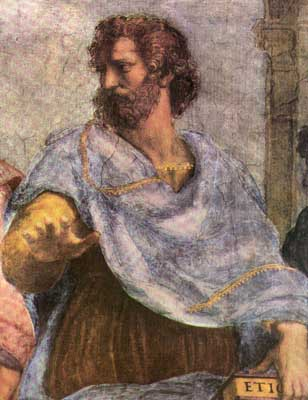
Imatge d'Aristòtil, autor del Protrepticus, al quadre L'escola d'Atenes, de Rafael Sanzio.

## Llegat

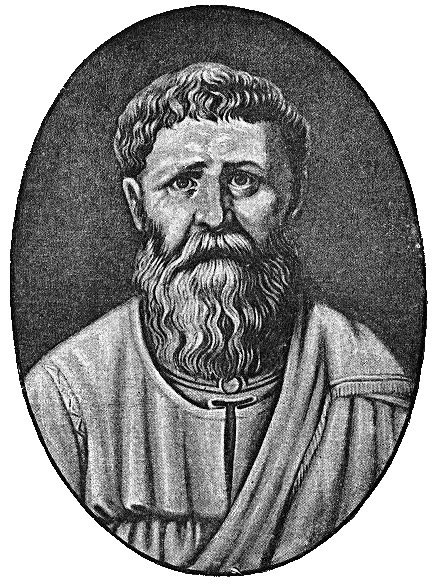
Imatge de Sant Agustí d'Hipona.